# Sociedad Deportiva Narcea
La Sociedad Deportiva Narcea es un club de fútbol de la localidad asturiana de Cangas del Narcea. Fue federado en 1963 y en la actualidad el primer equipo del club compite en la Segunda Asturfútbol de Asturias.

## Historia
Fundado en 1964 como Club Narcea, ha competido durante la mayor parte de su historia en categorías regionales. En 1996 consiguió alcanzar por primera vez la Tercera División, en la que ha militado durante seis campañas. La mejor clasificación obtenida fue el séptimo puesto logrado en la temporada 1997-98.

## Uniforme
- Uniforme titular: camiseta roja con detalles blancos, pantalón azul oscuro y medias rojas.
- Uniforme alternativo: camiseta azul, pantalón gris y medias blancas.

## Estadio
El equipo disputa sus partidos como local en el campo municipal de El Reguerón, inaugurado en 1968, tiene capacidad para unos 1200 espectadores, con una pequeña grada cubierta en un lateral. Su terreno de juego es de césped sintético, después de la sustitución del terreno de hierba natural en 2006. Durante las mismas obras se instalaron cuatro torres de iluminación artificial.

## Trayectoria en competiciones nacionales
- Temporadas en Primera División: 0
- Temporadas en Segunda División: 0
- Temporadas en Primera Federación: 0
- Temporadas en Segunda Federación: 0
- Temporadas en Tercera: 6
- Participaciones en Copa del Rey: 0

## Trayectoria
| Temporada | Nivel | Categoría                         | Posición | Copa del Rey |
| --------- | ----- | --------------------------------- | -------- | ------------ |
| 1965-66   | 5     | 2.ª Categoría Regional            | 1.º      |              |
| 1966-67   | 4     | 1.ª Categoría Regional            | 10.º     |              |
| 1967-68   | 4     | 1.ª Categoría Regional            | 6.º      |              |
| 1968-69   | 4     | 1.ª Categoría Regional            | 15.º     |              |
| 1969-70   | 4     | 1.ª Categoría Regional            | 6.º      |              |
| 1970-71   | 4     | 1.ª Categoría Regional            | 9.º      |              |
| 1971-72   | 4     | 1.ª Categoría Regional            | 7.º      |              |
| 1972-73   | 4     | 1.ª Categoría Regional            | 14.º     |              |
| 1973-74   | 4     | 1.ª Categoría Regional            | 16.º     |              |
| 1974-75   | 4     | 1.ª Categoría Regional Preferente | 9.º      |              |
| 1975-76   | 4     | 1.ª Categoría Regional Preferente | 11.º     |              |
| 1976-77   | 4     | 1.ª Categoría Regional Preferente | 18.º     |              |
| 1977-78   | 5     | 1.ª Categoría Regional Preferente | 20.º     |              |
| 1978-79   | 6     | 1.ª Regional                      | 17.º     |              |
| 1979-80   |       | No compite                        |          |              |
| 1980-81   | 7     | 2.ª Regional                      | 1.º      |              |
| 1981-82   | 6     | 1.ª Regional                      | 10.º     |              |
| 1982-83   | 6     | 1.ª Regional                      | 18.º     |              |
| 1983-84   | 7     | 2.ª Regional                      | 3.º      |              |
| 1984-85   | 6     | 1.ª Regional                      | 1.º      |              |
| 1985-86   | 5     | Regional Preferente               | 16.º     |              |
| 1986-87   | 5     | Regional Preferente               | 13.º     |              |
| 1987-88   | 5     | Regional Preferente               | 8.º      |              |
| 1988-89   | 5     | Regional Preferente               | 5.º      |              |
| 1989-90   | 5     | Regional Preferente               | 9.º      |              |
| 1990-91   | 5     | Regional Preferente               | 11.º     |              |
| 1991-92   | 5     | Regional Preferente               | 19.º     |              |
| 1992-93   | 6     | 1.ª Regional                      | 1.º      |              |
| 1993-94   | 5     | Regional Preferente               | 7.º      |              |
| 1994-95   | 5     | Regional Preferente               | 6.º      |              |
| 1995-96   | 5     | Regional Preferente               | 3.º      |              |
| 1996-97   | 4     | 3.ª División                      | 17.º     |              |
| 1997-98   | 4     | 3.ª División                      | 7.º      |              |
| 1998-99   | 4     | 3.ª División                      | 12.º     |              |
| 1999-2000 | 4     | 3.ª División                      | 19.º     |              |

| Temporada | Nivel | Categoría           | Posición         | Copa del Rey |
| --------- | ----- | ------------------- | ---------------- | ------------ |
| 2000-01   | 5     | Regional Preferente | 1.º              |              |
| 2001-02   | 4     | 3.ª División        | 15.º             |              |
| 2002-03   | 4     | 3.ª División        | 17.º             |              |
| 2003-04   | 5     | Regional Preferente | 14.º             |              |
| 2004-05   | 5     | Regional Preferente | 6.º              |              |
| 2005-06   | 5     | Regional Preferente | 11.º             |              |
| 2006-07   | 5     | Regional Preferente | 10.º             |              |
| 2007-08   | 5     | Regional Preferente | 10.º             |              |
| 2008-09   | 5     | Regional Preferente | 12.º             |              |
| 2009-10   | 5     | Regional Preferente | 8.º              |              |
| 2010-11   | 5     | Regional Preferente | 6.º              |              |
| 2011-12   | 5     | Regional Preferente | 17.º             |              |
| 2012-13   | 5     | Regional Preferente | 20.º             |              |
| 2013-14   | 6     | 1.ª Regional        | 6.º              |              |
| 2014-15   | 6     | 1.ª Regional        | 6.º              |              |
| 2015-16   | 6     | 1.ª Regional        | 7.º              |              |
| 2016-17   | 6     | 1.ª Regional        | 13.º             |              |
| 2017-18   | 6     | 1.ª Regional        | 10.º             |              |
| 2018-19   | 6     | 1.ª Regional        | 14.º             |              |
| 2019-20   | 6     | 1.ª Regional        | 6.º              |              |
| 2020-21   | 6     | 1.ª Regional        | 1.º (Subgrupo 7) |              |
| 2021-22   | 7     | 1.ª Regional        | 3.º (Subgrupo 3) |              |
| 2022-23   | 7     | Segunda RFFPA       | 12.º             |              |
| 2023-24   | 7     | Segunda Asturfútbol | 7.º              |              |
| 2024-25   | 7     | Segunda Asturfútbol |                  |              |

## Palmarés

### Torneos autonómicos
- Regional Preferente de Asturias (1): 2000-01.
- Primera Regional de Asturias (2): 1984-85 y 1992-93.
- Segunda Regional de Asturias (2): 1965-66 y 1980-81.